# Distrikt Punchana
Der Distrikt Punchana befindet sich in der Provinz Maynas in der Region Loreto in Nordost-Peru. Der Distrikt wurde am 16. Dezember 1987 gegründet. Der Distrikt hat eine Fläche von 1603 km². Beim Zensus 2017 lebten 75.210 Einwohner im Distrikt. Im Jahr 1993 lag die Einwohnerzahl bei 52.794, im Jahr 2007 bei 76.435.
Der Verwaltungssitz befindet sich in Punchana, einem nördlichen Vorort der Provinz- und Regionshauptstadt Iquitos.

## Geographische Lage
Der Distrikt Punchana liegt im peruanischen Amazonasgebiet im zentralen Südosten der Provinz Maynas. Er erstreckt sich über das Einzugsgebiet des Río Momon, einen linken Nebenfluss des Río Nanay, nördlich des Amazonas.
Der Distrikt Punchana grenzt im Süden an den Distrikt Iquitos, im Westen an den Distrikt Alto Nanay, im Norden und im Nordosten an den Distrikt Mazán sowie im Südosten an die Distrikte Indiana und Belén.